# Spoorlijn Doetinchem - Hengelo GOLS
De spoorlijn van Doetinchem naar Hengelo van de Geldersch-Overijsselsche Lokaalspoorweg-Maatschappij (GOLS) is in twee fasen geopend. Op 15 oktober 1884 werd het traject Ruurlo - Hengelo opengesteld en op 15 juli 1885 is het traject van Ruurlo naar Doetinchem geopend. In Ruurlo sloot de lijn aan op de lijn van Winterswijk naar Zutphen. In de beginopzet van de GOLS was er een hoofdlijn Winterswijk - Neede - Boekelo - Hengelo/Enschede, met een zijlijn Doetinchem - Ruurlo - Neede. Later reden de doorgaande personentreinen meestal vanaf Doetinchem via Boekelo naar Enschede en Oldenzaal. Voor Hengelo diende dan in Boekelo overgestapt te worden.
In 1935 werd de lijn nog tijdelijk omgelegd ter hoogte van het sluizencomplex.
Daar werd een nieuwe spoorbrug aangelegd naast de sluis Hengelo. De spoorlijn bleef tot 4 oktober 1936 in gebruik voor personenvervoer en tot 1942 voor goederenvervoer. In dit jaar werd de lijn van Boekelo tot aan kilometer 33.200 opgebroken op last van de Duitsers. De lijn van Hengelo-GOLS naar kilometer 33.200 was nu in gebruik als raccordement voor de AKZO.

## Stations
Langs de lijn lagen de volgende stations:
| Station                            | Geopend | Gesloten | Gebouw                                                         |
| ---------------------------------- | ------- | -------- | -------------------------------------------------------------- |
| Doetinchem                         | 1885    | n.v.t.   | Uniek ontwerp oorspronkelijk GOLS-groot                        |
| Slangenburg-IJzevoorde             | 1885    | 1923     | geen, wachterswoning gesloopt in 1970                          |
| Zelhem                             | 1885    | 1937     | GOLS-klein nog aanwezig                                        |
| Wolfersveen                        | 1921    | 1937     | geen                                                           |
| Ruurlo                             | 1878    | n.v.t.   | Gebouw type Vorden in 1985 gesloopt                            |
| Borculo                            | 1884    | 1937     | GOLS-groot gesloopt                                            |
| Haarlo                             | 1888    | 1931     | geen                                                           |
| Neede                              | 1884    | 1937     | GOLS-groot gesloopt in 2001                                    |
| Rietmolen                          | 1885    | 1937     | geen                                                           |
| Haaksbergen*                       | 1884    | 1937     | GOLS-groot nog aanwezig en in gebruik bij MBS                  |
| Zoutindustrie*                     | 1918    | 1937     | geen                                                           |
| Boekelo*                           | 1884    | 1937     | GOLS-klein nog aanwezig en in gebruik bij MBS                  |
| Twekkelo                           | 1887    | 1936     | geen                                                           |
| Hengelosche Bad- en Zweminrichting | 1890    | 1900     | geen                                                           |
| Hengelo GOLS                       | 1884    | 1936     | GOLS-groot verloren gegaan bij bombardement op Hengelo in 1944 |

- Deze stations zijn nog in gebruik van de MBS voor toeristische ritten.

## Sluiting
In 1936 werd de lijn van het station Hengelo GOLS naar de aansluiting van de SS waar in 1884 veel om te doen was opgeheven en gesloopt. Vanaf de Kuiperdijk in Hengelo werd een nieuwe aansluiting gemaakt naar de GOLS toe. Ook werd de lijn van Hengelo-GOLS naar km 34.08 gesloten en opgebroken in datzelfde jaar.
Op 22 mei 1937 volgde de sluiting van het traject Ruurlo - Doetinchem. En op 3 oktober 1937 werd het personenverkeer op het overige deel van de lijn gestaakt. De spoorlijn Winterswijk - Zevenaar werd daarmee het laatste restant van het uitgebreide net van lokaalspoorwegen van de GOLS en andere maatschappijen in Twente en Achterhoek. Kort daarna zijn de trajecten Zelhem - Ruurlo, Ruurlo - Borculo en Neede - Haaksbergen opgebroken. In de Tweede Wereldoorlog werd ook het traject Doetinchem - Zelhem en Borculo - Neede opgebroken. Dit werd later echter opnieuw aangelegd zodat hier in 1948 weer goederenverkeer kon gaan rijden.
Tot 28 mei 1972 vond op de overgebleven delen nog goederenvervoer plaats. Station Zelhem werd vanaf Doetinchem bereikt, Borculo werd vanuit Winterswijk via Neede bereikt en Haaksbergen vanuit Enschede. In 1975 zijn de trajecten Doetinchem - Zelhem en Borculo - Neede opgebroken. Op het oude tracé tussen Doetinchem en Zelhem is nu een fietspad aangelegd.

## Tegenwoordig
Er zijn thans nog twee delen van de voormalige spoorlijn over.

### MBS

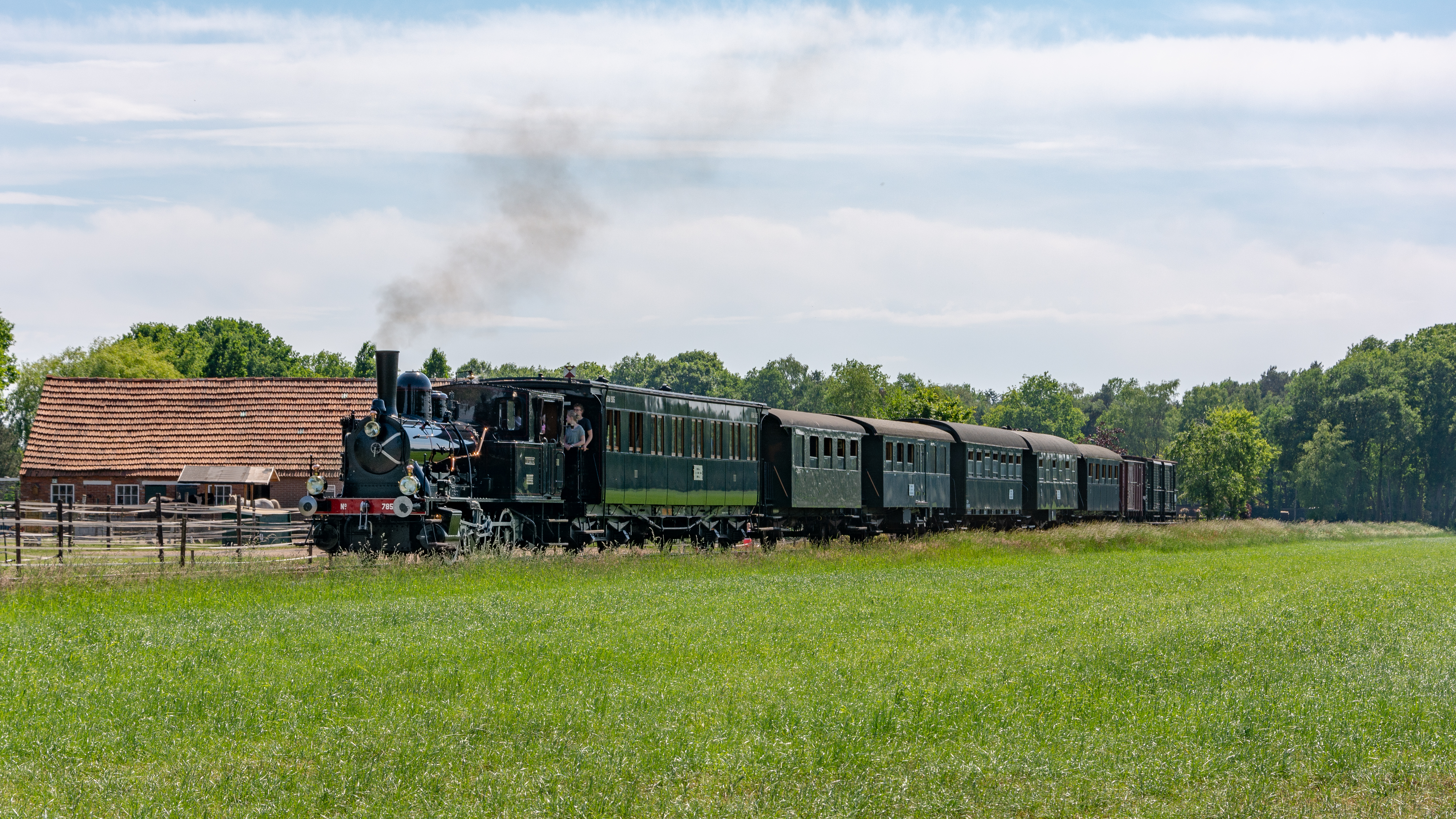
Trein van de Museumbuurtspoorweg tussen Haaksbergen en Boekelo.

Een deel is thans in gebruik bij het Museum Buurtspoorweg te Haaksbergen. Men beschikt hier over een spoor van Haaksbergen naar Boekelo. Tot de aanleg van de Rijksweg 35 liep het museumspoor tot Enschede, waar het verbinding had met het station Enschede. Thans is het museumspoor niet meer verbonden met andere spoorwegen en moeten vrachtauto's worden gebruikt om het materieel van het museum aan te voeren.
De eerste plannen voor het herstel van de verbinding Boekelo-Hengelo voor het museum zijn geschrapt vanwege de te hoge kosten en een volgens velen onlogische route van de baan.
Er werden ook plannen gemaakt voor een herstel via het oude tracé in combinatie met een derde spoor Hengelo-Kennispark voor het museumbedrijf en de mogelijke aanleg van de N18. Deze plannen stonden echter haaks op de belangen van grondeigenaren, pachters en bewoners in het voorgenomen uitbreidingstracé.

### Spoorfietsen
Een ander deel bleef in gebruik om het raccordement van Akzo in Hengelo te kunnen gebruiken. Er was veel te doen over de schuine kruising met de fietssnelweg F35, doordat fietsers niet op het spoor rekenden en vielen. In 2016 werd dit deel als toeristisch spoor voor railfietsen in gebruik gesteld. De verbinding met het hoofdspoor werd verbroken en de overweg in de F35 werd opgeheven.
In februari 2016 maakte ProRail bekend de lijn te hebben verkocht aan het bedrijf Rail Pleasure en de gemeente Hengelo. Vanaf april 2016 kan er met draisines worden gefietst op het lijntje. Tussen de F35 en het FBK-stadion is een perron gerealiseerd, vanaf waar kan worden gestart. Vervolgens kan over het gehele traject worden gefietst. Het deel dat in februari 2014 is opgebroken is hersteld, er kan weer gefietst worden naar Twekkelo.
Aan beide uiteinden zijn draaischijven gemaakt om de draisines te keren en de volgorde te veranderen.

### Restanten
Van de spoorlijn zijn diverse restanten terug te vinden:
- Aan de Windmolenweg in Boekelo is het voormalige stationsgebouw van het gelijknamige station te vinden.
- Aan de Stationsstrat 3 in Haaksbergen staat voormalige stationsgebouw.
- Station Zelhem is te vinden aan Stationsplein 10.

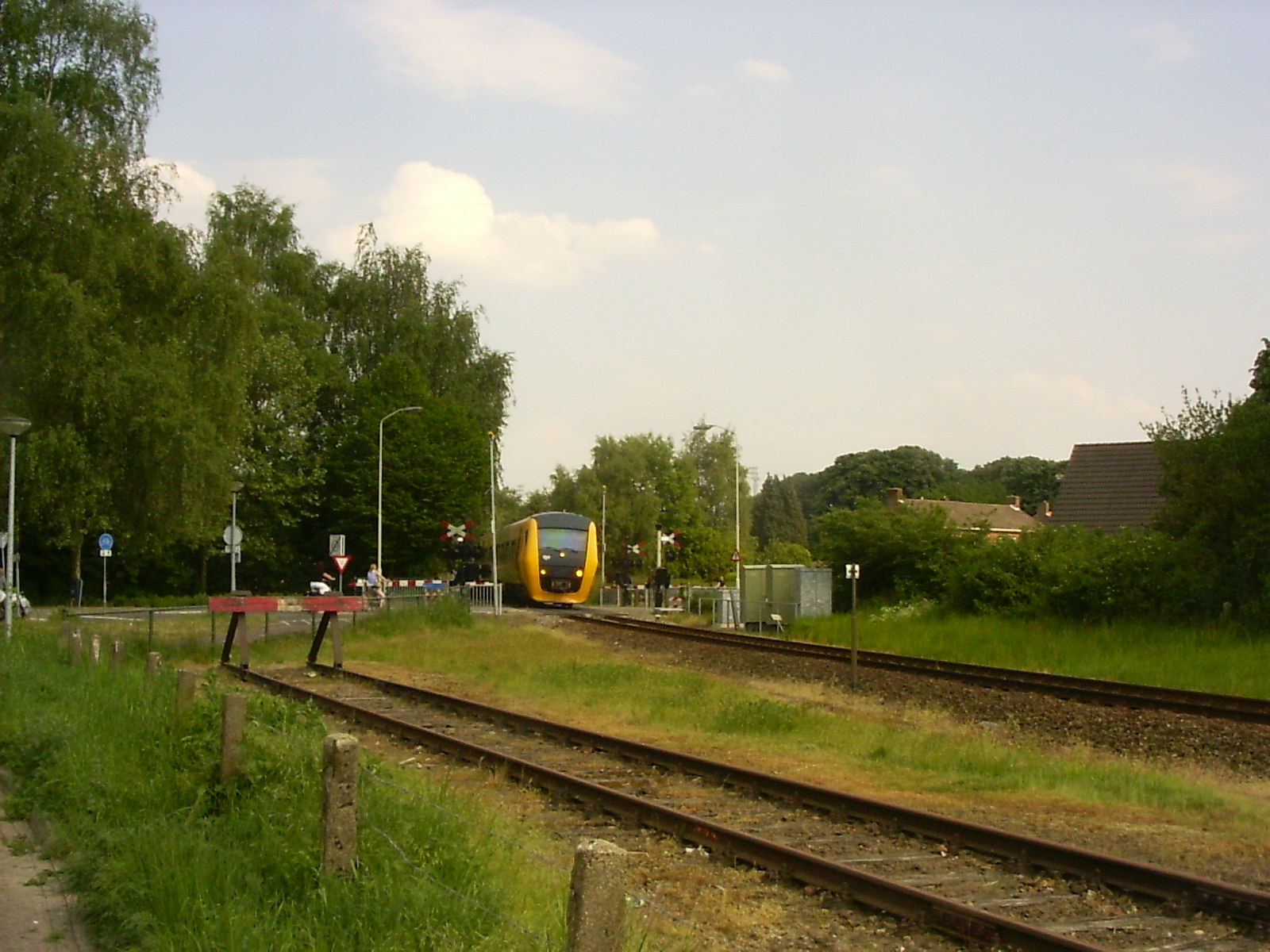
Station Doetinchem in 2008. Links het toenmalige restant van de lijn naar Hengelo en Enschede. Rechts de lijn naar Winterswijk.
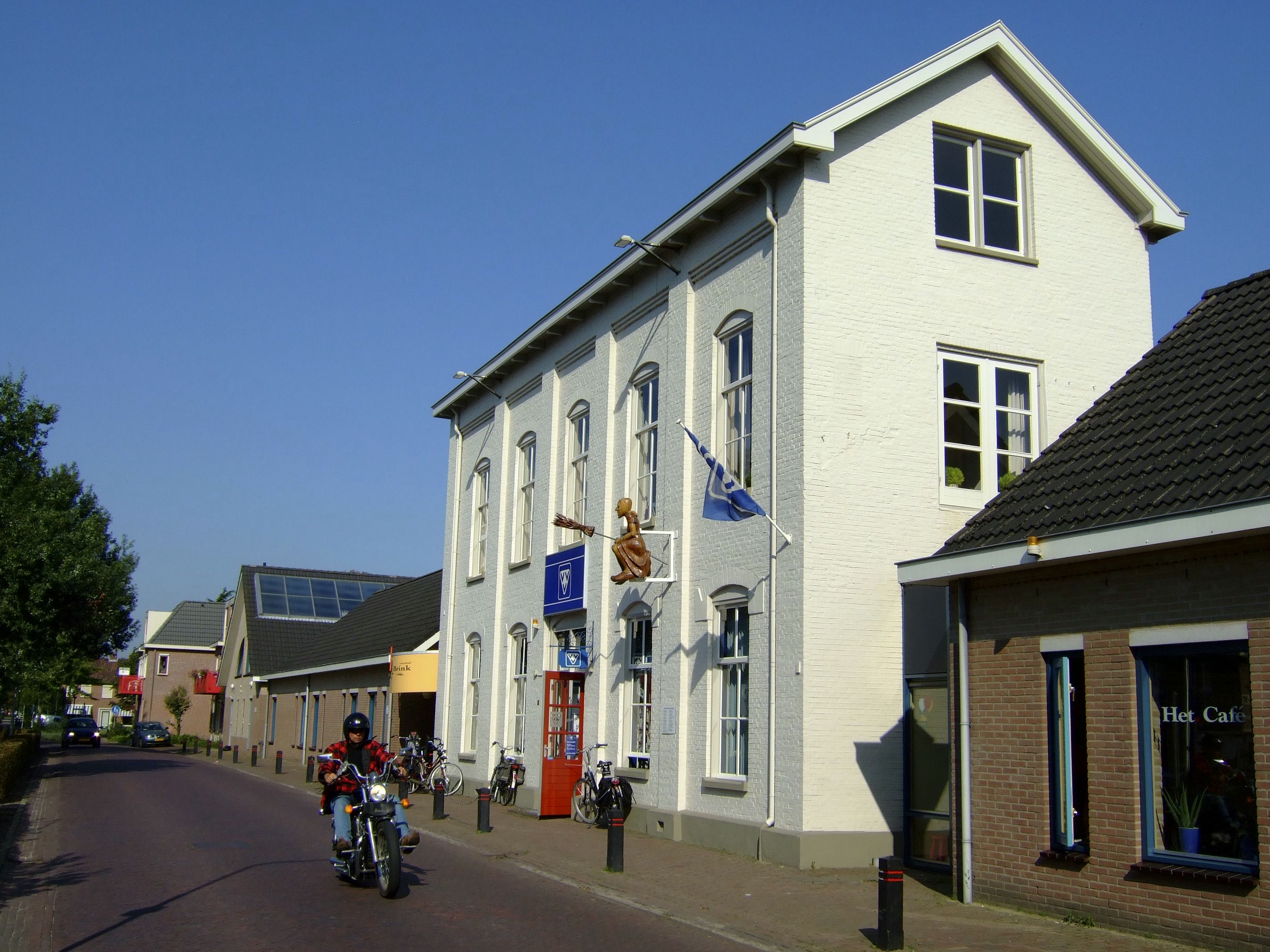
Station Zelhem